# Giles, Giles and Fripp
Giles, Giles and Fripp – angielski zespół wokalno-instrumentalny, założony wiosną 1967 roku w Bournemouth.

## Historia
Założycielami grupy byli bracia Michael Giles (śpiew, instrumenty perkusyjne, perkusja) i Peter Giles (śpiew, gitara basowa) do których dołączył Robert Fripp (gitara, instrumenty klawiszowe). Jesienią 1967 roku zespół przeniósł się do Londynu.

Mój brat i ja byliśmy zainteresowani stworzeniem czegoś nowego i innego. I daliśmy ogłoszenie, że szukamy organisty, który umiałby śpiewać. Odpowiedział na nie Robert, przedstawiając się jako gitarzysta, który nie potrafi śpiewać. Zaintrygował nas. Byliśmy pod dużym wrażeniem jego umiejętności. I zdecydowaliśmy się z nim pracować. Przenieśliśmy się do Londynu. I zaczęliśmy wszyscy trzej tworzyć muzykę, która stopniowo stawała się coraz bardziej eksperymentalna i improwizowana.

10 maja 1968 roku ukazał się singiel One In A Million /  Newly - Weds. 
12 września 1968 r. formacja Giles Giles And Fripp akompaniowała piosenkarzowi Alowi Stewartowi podczas występu w programie radiowym BBC My Kind Of Folk. 
13 września 1968 roku pojawił się na rynku jedyny album tria The Cheerful Insanity of Giles, Giles and Fripp nagrany z gościnnym udziałem muzyków sesyjnych.  Beztroska okładka płyty przedstawia uśmiechniętych członków zespołu i w takim też duchu utrzymana jest zawartość albumu. Grupę cechowało typowo angielskie poczucie humoru, nieodległe od tego, co robiła w tym czasie trupa Monty Pythona. 
Pod koniec tego samego roku dołączył Ian McDonald (ex-Infinity; instrumenty klawiszowe, wibrafon, saksofon altowy, klarnet, flet, śpiew) i wokalistka Judy Dyble (ex-Fairport Convention), która po miesiącu odeszła do zespołu Trader Home. Wtedy dołączył Peter Sinfield (ex-Infinity; teksty, oprawa świetlna koncertów, melotron).
11 października ukazał się kolejny singiel Thursday Morning / Elephant Song.
30 listopada 1968 roku grupa Giles, Giles and Fripp nagrała dla BBC 2 program z serii Colour Me Pop i uległa rozwiązaniu. Odszedł Peter Giles. Pozostała trójka przekształciła się zespół w King Crimson. Z repertuaru dawnej formacji muzycy postanowili zachować jedynie balladę I Talk To The Wind. Wszystkie płyty zespołu rozchodziły się w minimalnych nakładach, dopiero sukces King Crimson przyniósł większe zainteresowanie jego dorobkiem.

## Dyskografia

### Albumy studyjne
- The Cheerful Insanity of Giles, Giles and Fripp (1968)

### Albumy kompilacyjne
- Metaphormosis (2001)
- The Brondesbury Tapes (1968) (2001)

### Single
- One In A Million / Newly Weds (1968)
- Thursday Morning / Elephant Song (1968)